# Sifitu Ewali
Sifitu Ewali is een bestuurslaag in het regentschap Nias Selatan van de provincie Noord-Sumatra, Indonesië. Sifitu Ewali telt 389 inwoners (volkstelling 2010).